# Xã Shawnee, Quận Henry, Missouri
Xã Shawnee (tiếng Anh: Shawnee Township) là một xã thuộc quận Henry, tiểu bang Missouri, Hoa Kỳ. Năm 2010, dân số của xã này là 471 người.